# Grossaffoltern
Grossaffoltern là một đô thị ở huyện Aarberg ở bang Bern ở Thụy Sĩ. Đô thị này có diện tích 15,06 km², dân số năm 2005 là 2809 người.
Đô thị nằm gần Lyss.